# Третья персона
«Третья персона» (англ. Third Person) — романтический драматический фильм 2013 года режиссера и сценариста Пола Хаггиса, в котором снялись Лиам Нисон, Мила Кунис, Эдриен Броуди, Оливия Уайлд, Джеймс Франко, Моран Атиас, Ким Бейсингер и Мария Белло. Премьера фильма состоялась на Кинофестиваль в Торонто в 2013 году.

## Сюжет
Фильм рассказывает три взаимосвязанные истории о любви, которые происходят в Париже, Нью-Йорке, Риме и Таранто.
Париж: Майкл (Лиам Нисон), писатель, который недавно ушел от своей жены Элейн (Ким Бейсингер). К нему приходит его любовница Анна (Оливия Уайлд). Сюжет исследует их очень сложные непостоянные отношения и неспособности взять на себя обязательства из-за ужасного секрета.
Нью-Йорк: Джулия (Мила Кунис), бывшая актриса мыльной оперы, ставшая горничной в отеле, обвиняется в причинении вреда своему маленькому сыну, что она решительно отрицает. В результате этих обвинений сын теперь находится под опекой ее бывшего мужа Рика (Джеймс Франко), который пытается сделать все возможное, чтобы забрать у нее мальчика. Тем временем она пытается любой ценой вернуть себе сына.
Рим и Таранто: Скотт (Эдриен Броуди), американский бизнесмен во время поездки в Италию, влюбляется в цыганку Монику (Моран Атиас). Скотт оказывается втянутым в заговор, в котором он пытается освободить дочь Моники, похищенную итальянским гангстером в городе Таранто и удерживаемую с целью получения выкупа.

## В ролях
- Лиам Нисон — Майкл Лири

- Оливия Уайлд — Анна Барр

- Джеймс Франко — Ричард Вайс

- Мила Кунис — Джулия Вайс

- Эдриен Броуди — Скотт Лоури

- Моран Атиас — Моника

- Мария Белло — Тереза Лоури

- Ким Бейсингер — Элейн Лири

- Кэролайн Гудолл — доктор Гертнер

- Дэвид Хэрвуд — Джейк Лонг

- Риккардо Скамарчио — Марко

- Лоан Шабаноль — Сэм

## Выход в прокат
Первый международный трейлер фильма был выпущен 15 апреля 2014 года, а на следующий день появился постер. Первый американский трейлер был выпущен 18 апреля. Фильм вышел в прокат в США 20 июня 2014 года. В России 27 ноября 2014 года.

## Отзывы критиков
Фильм получил негативные отзывы критиков. На сайте-агрегаторе рецензий Rotten Tomatoes фильм получил 25 % положительных отзывов на основе 106 рецензий со средним рейтингом 4,39/10, с мнением: «Сценарист-режиссер Пол Хаггис работает со звездным актерским составом и достойной задумкой, но, к сожалению, ему не удалось сделать из имеющихся в его распоряжении интригующих ингредиентов убедительный фильм». На Metacritic фильм получил рейтинг 38/100 на основе 33 рецензий.